# Tony O'Reilly
Pour les articles homonymes, voir O'Reilly.

a Compétitions nationales et continentales officielles uniquement.

b Matchs officiels uniquement.
Tony O'Reilly, né le 7 mai 1936 à Dublin (Irlande) et mort le 18 mai 2024 dans la même ville, est un joueur international irlandais de rugby à XV évoluant aux postes de centre et d'ailier.
Il inscrit quatre essais avec le XV du Trèfle, soit douze points. Il effectue également deux tournées avec les Lions britanniques, en 1955 où il joue les quatre tests contre les Springboks, et en 1959 contre les Wallabies puis les All Blacks. Il est également le détenteur du record de nombre de matchs disputés avec les Barbarians.
Devenu homme d'affaires, il occupe le poste de directeur général (chief executive officer ou CEO) puis chairman de Heinz de 1987 à 1998, devenant le premier non membre de la famille à occuper ce poste. Il dirige de nombreuses années Independent News & Media. Il est également chairman de Waterford Wedgwood. Devenu Sir Anthony O'Reilly, il est déclaré en faillite le 23 juin 2014 par un tribunal de Dublin.

## Biographie

### Premières années et carrière dans le rugby
Tony O'Reilly est le seul fils de John O'Reilly et Aileen O'Connor. Son père a auparavant eu quatre enfants avec une autre femme qu'il a abandonnée,. À six ans, il rejoint Belvedere College, établissement où a étudié James Joyce dans le passé. Il sort diplômé de l'école durant l'été 1954. Durant ces années, il pratique le rugby, mais en novembre 1954, au lieu de jouer avec le club de l'université, il fait ses débuts en tant que centre avec le club Old Belvedere. Il inscrit un essai lors de son premier match, puis deux lors du match suivant. Il est alors sélectionné pour représenter le Leinster contre l'Ulster à Ravenhill la semaine suivante. Conscient d'être proche d'obtenir une possibilité de débuts internationaux, il feint la blessure afin de ne pas disputer ce match, afin d'éviter une catastrophe sous une pluie battante et face à deux adversaires redoutables. Cette décision lui permet d'obtenir sa première sélection pour équipe d'Irlande, le 22 janvier 1955 contre l'⁹ équipe de France à Lansdowne Road. Malgré une faute qui permet à son adversaire d'inscrire le seul essai de la rencontre, il est reconduit pour le match suivant, contre l'équipe d'Angleterre où il concède un essai à son adversaire, mais inscrit également son premier essai international. Il dispute et perd les deux rencontres suivantes de cette édition 1955 du tournoi des Cinq Nations, contre l'Écosse et le pays de Galles, mais sa prestation lors de ce dernier match lui permet de postuler pour figurer dans l'équipe des Lions britanniques qui se rend en tournée (en) en Afrique du Sud.  
Malgré l'avis de son père de privilégier ses examens de première année à UCD, il participe à cette tournée de quatre mois. Non  rémunéré, les joueurs touchant 2 livres et 10 shillings comme argent de poche par semaine, Tony O'Reilly prend rapidement de l'assurance au sein du groupe. Dans un style de jeu où les Lions privilégient les passes et les courses aux coups de pied, O'Reilly inscrit 11 des 60 essais de son équipe lors des 12 premiers matchs. Il obtient ainsi une titularisation pour le premier test contre les Springboks, à Johannesbourg. Il y inscrit le cinquième essai de son équipe qui lui donne un avantage de 23 à 11 avant un retour des Springboks qui échouent à 23 à 22. Les problèmes défensifs de O’Reilly sont de nouveau mis en évidence lors du deuxième test, son vis à vis, Tom van Vollenhoven inscrivant trois essais lors d'une victoire de l'Afrique du Sud sur le score de 25 à 6. Pour le troisième test, il est déplacé sur l'aile opposée, lors d'une victoire 9 à 6. Les Springboks égalisent dans la série lors du dernier test en s'imposant 22 à 8, O’Reilly, jouant là au poste de centre, inscrivant un essai. Sur l'action, il se blesse, dislocation de l'épaule droite, épaule qui est remise en place sur le terrain afin qu'il termine le match avec une écharpe de fortune. Au total, il inscrit 16 essais en 15 rencontres, ce qui égale alors le record sur une tournée.
Après avoir profité de sa nouvelle gloire à son retour, il se rend compte qu'il est incapable de mener ses études et sa carrière de rugby. Il décide alors de partager son année en deux périodes : durant sept mois, il joue au rugby et suit normalement ses études. Puis pendant cinq mois, il vit en total isolement pour se consacrer exclusivement à celles-ci. Il termine ses études à l'automne 1958. Contacté par le barreau, il est inscrit comme avocat. Au lieu de ça, il quitte le pays pour rejoindre l'Angleterre.
Il obtient un travail comme stagiaire consultant en management et rejoint dans le même temps le club des Leicester Tigers. Malgré de faibles résultats de sa sélection, il figure parmi les six des 30 joueurs présents lors de la tournée 1955 à retrouver les Lions pour une tournée (en) en Australie et Nouvelle-Zélande. Les Lions affrontent deux fois les Wallabies, deux victoires, 17 à 6 et 24 à 3 où il inscrit à chaque fois un essai. Les Lions perdent les trois premiers tests contre les All Blacks, 18 à 17 à Dunedin, 11 à 8 à  Wellington et 22 à 8 à Christchurch. Lors du premier de test, il inscrit l'un des quatre essais de son équipe, les Néo-Zélandais ne marquant que des pénalités. Lors du deuxième, lors de la deuxième mi-temps, il récupère un coup de pied puis effectue un coup de pied par-dessus son dernier adversaire, Don Clarke. Celui-ci, au lieu de tenter de jouer le ballon, bloque le joueur des Lions. Malgré la pénalité accordée, les Lions s'inclinent, Clarke inscrivant peu avant la fin un essai transformé. Tony O'Reilly inscrit un essai lors du dernier test, victoire des Lions sur le score de 9 à 6. Son bilan personnel sur la tournée est de 22 essais en  en 23 matchs, dont 17 sur le sol néo-zélandais. L'ailier anglais Peter Jackson, son rival en termes de notoriété au sein des Lions et avec lequel il lutte pour être le meilleur marqueur de l'équipe en inscrit 19, les Lions inscrivant un total de 65 essais.  O'Reilly figure parmi les cinq joueurs à avoir disputés les six tests de la tournée.
Après cette tournée, il se consacre de plus en plus aux affaires. Moins attentif à sa condition physique, il est plus touché par les blessures. Lors du tournoi 1960, il ne joue que face à l'Angleterre, match où il se blesse à l'épaule. De même, lors du d'édition suivante, il se blesse de nouveau à l'épaule. Lors de cette année 1961, il participe à la mini-tournée de l'Irlande en Afrique du Sud, tournée où il joue un match contre les Springboks. Toutefois, il profite de cette tournée pour vendre des produits irlandais et nouer des contacts dans les affaires. Une nouvelle blessure le prive de rencontres internationales lors de l'année 1962. Lors du Tournoi 1963, il inscrit un essai contre les Français. Il dispute deux autres matchs dans cette édition, contre l'Écosse puis le pays de Galles.
Durant la saison 1963-1964, il devient capitaine de Old Belvedere, mais ses activités professionnelles sont trop contraignantes. Décidé à jouer la saison suivante, il se blesse. Une nouvelle blessure, rupture du talon d'Achille, le prive de compétitions les trois années suivantes. En octobre 1969, il décide de renouer avec le rugby et de jouer avec les London Irish. En février 1970, il reçoit un appel de Ronnie Dawson, son capitaine chez les Lions, pour remplacer l'ailier Billy Brown, blessé. Cette décision de le faire jouer contre l'Angleterre, défaite 9 à 3, est critiquée, les fans regrettant de ne pas donner une change au jeune Frank O'Driscoll, qui ne jouera finalement jamais avec L'Irlande, au contraire de son fils Brian O'Driscoll.

### Monde des affaires
À son retour de la tournée de 1959 avec les Lions, Tony O'Reilly déménage Leicester à Cork. Il occupe un poste d'assistant to chairman de Suttons, une entreprise de produits agricole. Trop jeune pour prendre la succession de Jack Sutton, décédé dans un accident, il devient début 1962  general manager à An Bord Bainne, l'office des produits laitiers irlandais, une entreprise publique de l'Irlande. Il y décide de commercialiser un nouveau conditionnement de beurre pour le matché britannique, qui importe alors une grande quantité de lait et peu en Irlande. Malgré de nombreuses oppositions, au sein de l'entreprise, des producteurs, et même au sein du ministère de l'agriculture son produit Kerrygold dépasse dès les quatre semaines de commercialisation le double des attentes en termes de part de marché. Il décide également d'exporter et en 1964, Kerrygold est commercialisé dans 25 pays. En 1966, malgré les difficultés financières de Irish Sugar Company, il joint la société de Michael Costello. Il réalise une joint venture avec Heinz. En mai 1969, il signe un contrat de cinq ans en faveur de Heinz au Royaume-Uni. 
Désigné homme de l'année par Business & Finance en janvier 1973, Tony O'Reilly achète les actions « A » de Independent News & Media au prix de 10,95 livres chaque pour un total de 1,1 million, groupe fondé par William Martin Murphy (en), aux successeurs ce Murphy. Il se voit ensuite contraint à racheter les actions « B ». En août, il déclare vouloir faire de cette acquisition un groupe de communication mondial. Après la prise de contrôle du tabloïd Sunday world en mai 1978. rachete de nombreux journaux à travers le monde, comme 31 % des parts du groupe de presse sud-africain Argus Newspapers en 1994. En 1995, Independent News & Media prend le contrôle de The Independent. Le groupe possède 200 journaux ou magazines dans 22 pays.
En 2009, sous la pression de Denis O'Brien devenu un actionnaire principal, il est contraint de laisser le contrôle du groupe à son fils, Gavin O'Reilly. Les parts de Denis O'Brien augmentent et en 2012, il prend le contrôle du groupe.
Avec son beau-frère Peter Goulandris, il devient actionnaire principal du fabricant de porcelaine Waterford Wedgwood. Toutefois, leur tentative de sauver l'entreprise par l'injection de plusieurs millions d'euros est un échec.
En 2014, il est condamné pour une plainte de Allied Irish Banks (AIB), une des une des grandes banques irlandaises, pour des dettes d'environ 22 millions de dollars faisant suite à des pertes de plusieurs centaines millions dans sa tentative de conserver le contrôle de Independent News & Media.
Il meurt le 18 mai 2024 à Dublin,.

## Palmarès

### Avec l'Irlande
Avec l'Irlande, Tony O'Reilly obtient 29 capes, entre le 22 janvier 1955 contre l'équipe de France, et le  14 février 1970 contre l'équipe d'Angleterre.
Il inscrit quatre essais pour un total de douze points. Lors de ces sélections, son bilan est de dix victoires, dix-huit défaites et un nul. 27 de ces rencontres sont disputées dans le cadre du Tournoi des Six Nations, avec quatre essais. Il participe à neuf éditions.

### Avec les Lions britanniques
O'Reilly participe à deux tournées avec les Lions britanniques. En 1955 (en) en Afrique du Sud, où il joue les quatre tests contre les Springboks, série partagée deux victoires partout, et inscrit un essai lors des premier et quatrième test. Au total, il dispute seize matchs et inscrit quinze essais. Il participe également à la tournée de 1959 (en) en Australie et Nouvelle-Zélande, participant aux six tests, deux contre les Wallabies, deux victoires et un essai lors de chaque rencontre, et quatre contre les All Blacks, trois défaites et une victoire, inscrivant un essai lors du premier et dernier test. Lors de cette tournée, il inscrit 22 essais en 23 matchs.

### Avec les Barbarians
Tony O'Reilly dispute 30 rencontres avec les Barbarians, inscrivant 38 essais. Ces deux statistiques constituent les records pour un joueur des Barbarians,. Parmi ces rencontres, il est présent lors des victoires contre les Wallabies en 1958 et contre les Springboks en 1961.

## Distinctions
O'Reilly a été élevé Knight Bachelor en 2001, lui conférant le titre et le prédicat de Sir.